# Gestalgar
Gestalgar település Spanyolországban, Valencia tartományban. Gestalgar Bugarra, Cheste, Chiva, Siete Aguas, Chera, Valencia, Sot de Chera és Chulilla községekkel határos. Lakosainak száma 560 fő (2024).

## Népesség
A település népessége az utóbbi években az alábbiak szerint változott:
| Lakosok száma | 703  | 714  | 761  | 718  | 737  | 640  | 596  | 556  | 547  | 560  |
|               | 2001 | 2004 | 2007 | 2009 | 2012 | 2014 | 2017 | 2019 | 2022 | 2024 |